# Greg Beeman
Greg Beeman (Honolulu, 1962) é um diretor e produtor estadunidense.

## Filmografia

### Cinema
| Ano  | Filme                      |
| ---- | -------------------------- |
| 1988 | License to Drive           |
| 1990 | Tales of the Unknown       |
| 1992 | Mom and Dad Save the World |
| 1995 | Bushwhacked                |

### Televisão
| Ano           | Programa                            |
| ------------- | ----------------------------------- |
| 1986          | The Richest Cat in the World        |
| 1986          | Little Spies                        |
| 1988-1993     | The Wonder Years                    |
| 1991-1992     | Eerie, Indiana                      |
| 1993-1994     | The Adventures of Brisco County, Jr |
| 1993-1994     | Harts of the West                   |
| 1995          | Problem Child 3: Junior in Love     |
| 1995-1996     | Nowhere Man                         |
| 1995-1996     | Strange Luck                        |
| 1995-2005     | JAG                                 |
| 1996-1999     | The Sentinel                        |
| 1996-2001     | Nash Bridges                        |
| 1997          | Under Wraps                         |
| 1998          | Brink!                              |
| 1998-2000     | Martial Law                         |
| 1999          | Horse Sense                         |
| 1999-2000     | The Strip                           |
| 1999-2002     | Providence                          |
| 2000          | Miracle in Lane 2                   |
| 2000          | I Spike                             |
| 2000          | City of Angels                      |
| 2000          | Secret Agent Man                    |
| 2000          | The Ultimate Christmas Present      |
| 2001-2002     | Philly                              |
| 2001-2011     | Smallville                          |
| 2002          | A Ring of Endless Light             |
| 2006-2010     | Heroes                              |
| 2007          | Aquaman                             |
| 2009-2010     | Melrose Place                       |
| 2010-presente | Rizzoli & Isles                     |
| 2010-2011     | The Defenders                       |
| 2010-2011     | No Ordinary Family                  |
| 2010-2011     | Memphis Beat                        |
| 2011-presente | Falling Skies                       |
| 2011-presente | Once Upon a Time                    |
| 2012-present  | Touch                               |